# Ozola multiplex
Ozola multiplex là một loài bướm đêm trong họ Geometridae.